# Dorian Grays porträtt
Dorian Grays porträtt (The Picture of Dorian Gray) är en roman av Oscar Wilde, publicerad första gången i julinumret av tidskriften Lippincott's Monthly Magazine 1890. På grund av den hårda kritik Wilde fick utstå för romanen, skrev han ett förord till den med sex kapitel utbyggda bokversionen som utkom i april 1891. I detta förord förklarar och försvarar Oscar Wilde romanen och den bakomliggande filosofin i form av tjugotre aforismer som har kommit att betraktas som en sammanfattning av Wildes konstnärliga credo.

## Handling
Historien om Dorian Gray tar sin början i England, där konstnären Basil Hallward målar ett porträtt av den unge, sköne och ack så naive Dorian Gray. Under vistelsen hos målaren möter Dorian lord Henry Wotton, som ska komma att förändra hans liv för alltid. När Dorian, med hjälp av målarens porträtt, får upp ögonen för sin egen skönhet, önskar han att porträttet ska åldras istället för honom själv. Efter hand märker Dorian att hans önskan gått i uppfyllelse; han behåller sin ungdomliga skönhet medan porträttet märks av tidens gång. Samtidigt som Dorian fått upp ögonen för sin egen skönhet och charm, blir han bekant med Lord Henrys dekadenta teorier som avslöjar det viktorianska samhällets hyckleri. Stärkt av sin nya medvetenhet låter Dorian sig inte stoppas av moralisk tveksamhet, utan lever sitt liv i synd och lust, med skönheten som högsta ideal. Efter ett tag märker Dorian att tavlan inte bara vittnar om hans fysiska åldrande; den visar även hans själs förändring. Grymhet, sarkasm, cynism och alla onda handlingar Dorian utför återspeglas i porträttet, medan Dorian själv ser precis lika oskyldig ut som när det målades. Trots denna möjlighet till insikt i sitt eget själsliv håller han tavlan gömd och ser den inte som ett problem. Allteftersom tiden går ansätts Dorian dock alltmer av sin egen fruktan för en eventuell upptäckt. I takt med att hans synder blir fler och värre, får han allt sjukare samvete och blir alltmer desperat. Till slut bestämmer han sig för att göra sig av med det enda synliga vittnesbördet om hans syndiga liv – tavlan. Han hugger porträttet med kniv men faller själv död ner. När tjänarna finner kroppen är den gammal och förtvinad med kniven sittande i hjärtat medan porträttet åter bär bilden av en ung, vacker Dorian. 

## Grundläggande teman

### Konstens mening
I romanens förord svarar Oscar Wilde på anklagelser om att Dorian Grays porträtt skulle vara en djupt omoralisk bok. Detta gör han genom en förklaring av sin konstfilosofi, som utgjorde en stark kontrast till det viktorianska samhällets syn på konsten. I 1800-talets England sågs konsten som ett medel för samhällsfostran och moralisk insikt (se exempelvis Charles Dickens). Wilde ansåg att konsten inte har något syfte förutom att vara just konst (art for art's sake), och han utgjorde en del av den så kallade estetiska rörelsen. Denna filosofi var besjälad av hat mot dåtidens medelklass och personifieras i berättelsen av Lord Henry. Som läsare kan man dock fundera på hur den levs ut i praktiken. Porträttet av Dorian Gray fyller ett moraliskt syfte i romanen då det starkt påverkar Dorians samvete. Likaså har den gula boken han får av Lord Henry en inverkan på Dorian och fungerar som en slags vägledning för hur han skall leva. Således är detta kanske ännu en av Oscar Wildes kända paradoxer: Samtidigt som han genom sitt förord tar avstånd från den stränga viktorianska konstsynen, ger han själv läsaren en minst lika tung moral att ta ställning till.

### Ungdom och skönhet
Enligt Wilde har konsten inget annat syfte än skönhet. Detta märks tydligast i boken på hur Dorians porträtt (en spegling av hans skönhet) piggar upp den trötte Lord Henry. Likaså lyckas Dorian fly sin hemska verklighet genom att studera olika former av konst såsom broderi, parfymer och målning. I likhet med Wildes filosofier är konst och skönhet av mycket stor betydelse i boken; trots detta slutar berättelsen med att Dorian får betala ett mycket högt pris för att ha levt enligt dessa regler.

### Samhällets ytlighet
Det som betyder mest när Dorian, Lord Henry och deras sällskap bedömer en person är inte om denne har ett gott hjärta utan snarare hur vårdat hans utseende är. Tack vare denna inställning lyckas Dorian smälta in perfekt i samhället trots sin syndiga livsstil. Även om folk ifrågasätter hans moral, blir han aldrig fördömd av samhället eftersom han ser så oskyldig och ren ut.

## Filmatiseringar
- 1945 – Dorian Grays porträtt - med Hurd Hatfield, George Sanders, Donna Reed, Angela Lansbury och Peter Lawford.
- 1970 – Dorian Gray - i regi av Massimo Dallamano. Dorian Gray spelas av Helmut Berger.
- 2009 – Dorian Gray - i regi av Oliver Parker. Dorian Gray spelas av Ben Barnes.
- 2017 – Dorian Grays porträtt blev musikalen Doria av Ola Hörling och Jan-Erik Sääf